# Ахти, Юкка Самуилович
Юкка Самуилович Ахти (при рождении Хиетанен; 26 апреля 1897, Роченсальм, Выборгская губерния — 1938) — финско-американский певец, автор песен и актёр.

## Биография
Ахти родился в Котке и в молодости переехал в США. Он начал выступать на рабочих сценах в Нью-Йорке, где женился на финско-американской актрисе и певице Катри Ламми. Между 1929 и 1931 годами Ахти сделал 30 записей для компании Victor Talking Machine Company. Большая часть записей была сделана с дирижером итальянского происхождения Альфредо Чибелли и его оркестром. 
Карьера Ахти закончилась из-за Великой депрессии в начале 1930-х годов. Он и его жена переехали в Петрозаводск, в Советской Карелии. Они продолжали выступать в финском театре и на местной радиостанции. Когда в 1937 году сталинский террор достиг Карелии, Ахти и его жена были арестованы. Ахти был арестован 18 января 1938 г. и 26 февраля расстрелян под Петрозаводском.